# Dries van Agt
Andreas Antonius Maria van Agt, detto Dries (Geldrop, 2 febbraio 1931 – Nimega, 5 febbraio 2024) è stato un avvocato, insegnante, diplomatico e politico olandese, ministro-presidente dei Paesi Bassi dal 19 dicembre 1977 al 4 novembre 1982, membro dell'Appello Cristiano Democratico.
Giurista di professione, lavorò come avvocato per lo studio legale Van der Putt, Nijst, Van Sandick e Depla dal 1956 al 1958, quando divenne un impiegato per il Ministero dell'agricoltura e della pesca e il Ministero della giustizia fino al 1968. Van Agt divenne professore di procedura penale all'Università Radboud di Nimega nel 1968. Nel 1971 fu nominato giudice presso la corte di Arnhem. Dopo le elezioni legislative del 1971 a Van Agt fu chiesto dal Partito Popolare Cattolico (KVP) di diventare ministro della giustizia nel Governo Biesheuvel I. Van Agt accettò l'incarico dimettendosi come professore e giudice lo stesso giorno, assumendo la carica di nuovo ministro della giustizia il 6 luglio 1971.
Van Agt rimase ministro della giustizia nel Governo Den Uyl dopo le elezioni generali olandesi del 1972 e divenne poi vice primo ministro l'11 maggio 1973. Il 22 ottobre 1976 Van Agt fu selezionato come primo leader dell'Appello Democratico Cristiano e divenne Lijsttrekker (primo candidato) per le elezioni generali olandesi del 1977. Rassegnò le dimissioni come vice primo ministro e ministro della giustizia per diventare primo leader parlamentare dell'Appello Cristiano Democratico nella Camera dei rappresentanti e membro della Camera dei Rappresentanti che prese l'incarico l'8 giugno 1977. Dopo l'elezione, l'Appello Cristiano Democratico divenne il secondo più grande partito della Camera dei Rappresentanti.
Dopo una formazione fallita del Partito del Lavoro, Van Agt concluse un accordo con il leader del Partito Popolare per la Libertà e la Democrazia Hans Wiegel che portò alla formazione del Governo Van Agt-Wiegel con Van Agt che divenne primo ministro dei Paesi Bassi il 19 dicembre 1977. Con la seguente elezione generale olandese del 1981, Van Agt fu di nuovo Lijsttrekker prendendo parte ad una formazione di coalizione con il Partito del Lavoro e i Democratici 66 (D66) che portarono al Governo van Agt II. Il 29 maggio 1982 il Governo Van Agt II crollò dopo che il Partito Laburista ritirò il suo sostegno.
Il vecchio Governo van Agt III venne formato con Van Agt, il quale divenne ministro degli affari esteri. Il governo Van Agt III rimase in carica fino alle elezioni generali olandesi del 1982. Van Agt di nuovo come Lijsttrekker perse tre seggi e l'Appello Cristiano Democratico divenne il secondo più grande partito. Venne costituita una formazione armonica con il Partito Popolare per la Libertà e la Democrazia (VVD), ma Van Agt annunciò inaspettatamente il suo ritiro dalla politica nazionale dimettendosi come Responsabile dell'Appello Cristiano Democratico il 25 ottobre 1982. Van Agt rimase primo ministro dei Paesi Bassi fino all'insediamento del Governo Lubbers I, avvenuto il 4 novembre 1982.
Dopo il suo premierato, Van Agt rimase sempre politicamente attivo e divenne commissario della regina nel Brabante Settentrionale il 1º giugno 1983. Il 22 aprile 1987 Van Agt si dimise dalla carica di commissario della regina a causa delle critiche sulla sua cooperazione con gli Stati provinciali. Van Agt fu diplomatico per le Comunità europee e ambasciatore dell'Unione europea in Giappone dal 1º aprile 1987 al 1º gennaio 1990, quando divenne ambasciatore dell'Unione europea negli Stati Uniti fino al 1º aprile 1995, data del suo ritiro dalla politica all'età di sessantaquattro anni. Dopo la fine della sua carriera politica attiva, Van Agt occupò numerosi seggi nei consigli di sorveglianza delle organizzazioni internazionali non governative (InterAction Council, Green Cross International e la Fondazione Edmund Burke). Van Agt fu professore di relazioni internazionali presso l'Università Ritsumeikan, l'Università delle Nazioni Unite e l'Università Kwansei Gakuin dal 1995 al 2004.
Van Agt divenne particolarmente noto per le sue capacità di negoziatore e pensatore. Durante il suo premierato, i suoi governi furono responsabili della riforma del settore pubblico, del servizio civile e della lotta contro la recessione degli anni '80. Fu il primo ministro-presidente dei Paesi Bassi a provenire dall'Appello Cristiano Democratico. Van Agt fu anche attivo come attivista anti-guerra e per i diritti umani e come avvocato, promuovendo la soluzione dei due Stati per il conflitto israelo-palestinese. Van Agt continuò a commentare gli affari politici come statista. Con la morte di Piet de Jong nel luglio 2016, divenne il primo ministro-presidente olandese vivente più vecchio.

## Origine e studi
Dries van Agt nacque a Geldrop, nel Brabante Settentrionale, il 2 febbraio 1931, primogenito dei cinque figli di Franciscus Antonius Petrus Maria (Frans) van Agt (1899-1974, produttore tessile) di Eindhoven e di Anna Godefrida Wilhelmina Sophia (Annie) Frencken (1902-1978) di Princenhage, un quartiere di Breda. Il suo nome fu scelto in onore di suo nonno paterno Andreas Johannes Pius van Agt. Il suo bisnonno, nonno parterno di sua madre, Godefridus Marcelis Frencken (1818-1907) fu per più di 60 anni sindaco di Asten tra il 1843 e il 1904.
Frequentò l'Augustinianum Gymnasium a Eindhoven, dove Hans Gruijters fu un suo compagno di classe. Studiò poi giurisprudenza all'Università cattolica di Nimega. Divenne un membro del Nijmeegsch Studenten Corps Carolus Magnus, dove incontrò il futuro presidente CSF e ministro Fons van der Stee. Si laureò con lode con un Master in diritto nel 1955.

## Carriera legale e accademica
Fino al 1957 Van Agt lavorò come avvocato a Eindhoven. Poi fino al 1962 lavorò nell'ufficio affari legali e commerciali del Ministero dell'agricoltura e della pesca, e dal 1962 al 1968 lavorò per il Ministero della giustizia. Dal 1968 al 1971 fu professore di diritto e procedura penale presso l'Università di Nimega.

## Carriera politica

### Ministro e vice primo ministro

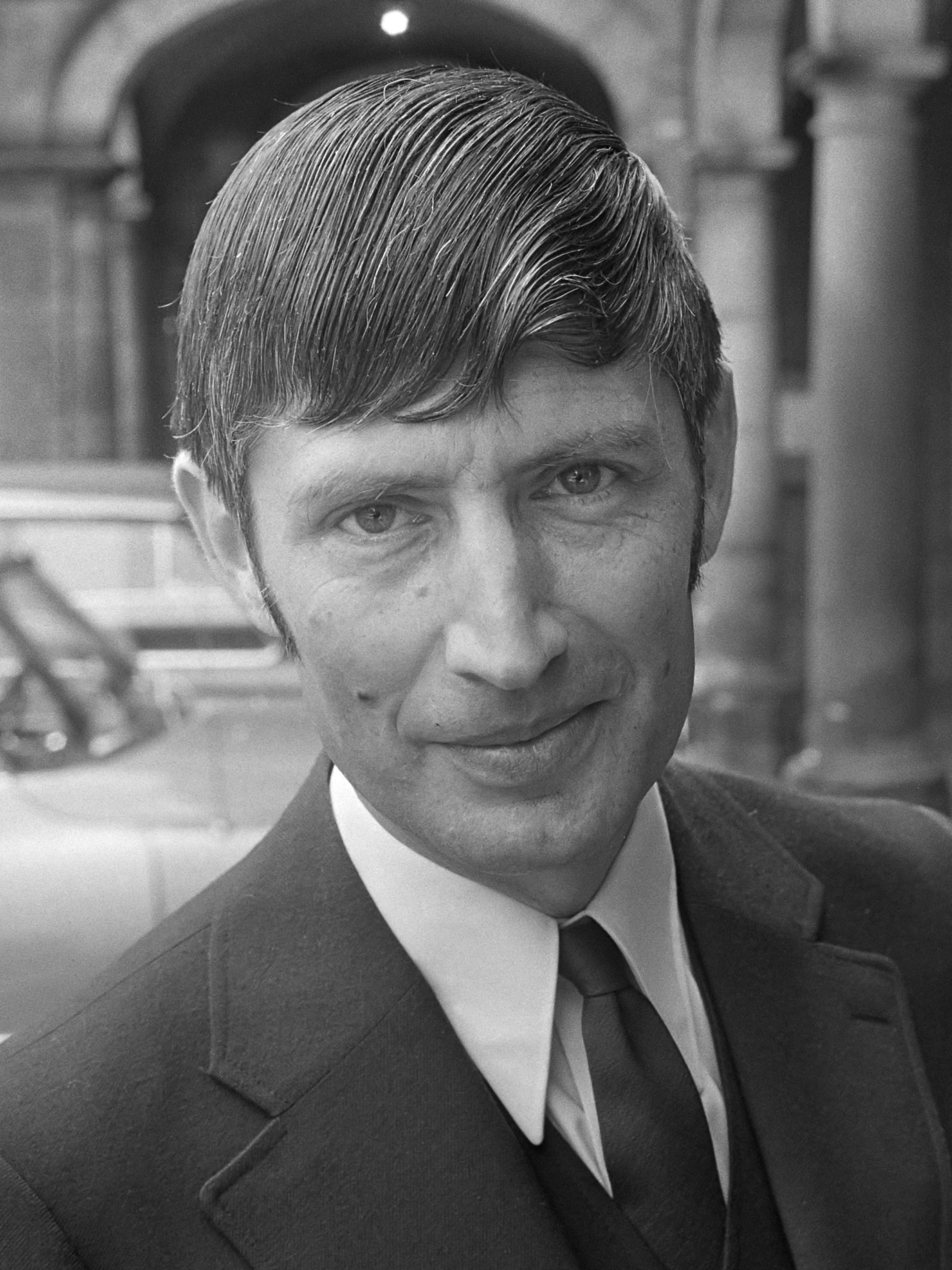
Dries van Agt come Ministro della giustizia nel 1971.

Van Agt entrò in politica come membro del Partito Popolare Cattolico, fusosi con gli altri due principali partiti cristiani democratici nel 1980 per formare l'Appello Cristiano Democratico (CDA). Dal 1968 al 1971 Van Agt fu professore di diritto penale all'Università Cattolica di Nimega. Dal 1971 al 1973 fu Ministro della giustizia nel governo di Barend Biesheuvel. Suscitò uno scandalo quando tentò di perdonare gli ultimi tre criminali di guerra nazisti nelle carceri olandesi nel 1972. Dal 1973 al 1977 fu vice primo ministro e ministro della giustizia nel governo di Joop den Uyl.

### Leader dell'Appello Cristiano Democratico
Nel 1976 Van Agt fu eletto primo leader dell'Appello Cristiano Democratico, poi ancora in una federazione dei tre partiti religiosi, l'Unione Cristiana Storica, il Partito Popolare Cattolico e il Partito Anti-Rivoluzionario, che fu innanzitutto nel 1977 con una lista unita (la fusione seguì nel 1980). Con Van Agt come candidato principale, l'Appello Cristiano Democratico invertì nel 1977 gli anni di declino per tornare al potere.

### Ministro-presidente

#### Governo Van Agt I (1977-1981)

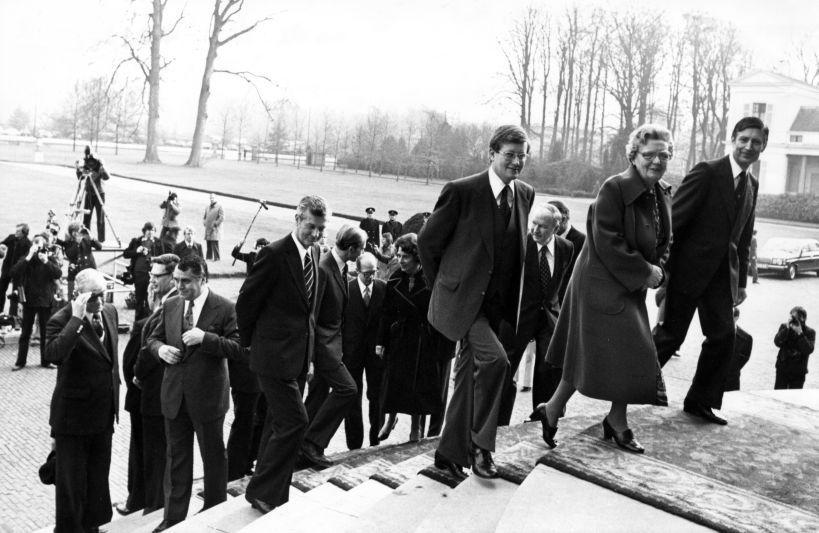
I ministri del governo van Agt I dopo il giuramento sulla scalinata del Palazzo Soestdijk. Qui in foto Van Agt (a destra) è insieme alla regina Giuliana (al centro).

Nelle elezioni legislative del maggio 1977 il Partito del Lavoro ottenne il maggior numero di seggi, quindi una seconda coalizione di Joop den Uyl sembrò fattibile. Tuttavia, la tensione tra il Partito Popolare Cattolico e il Partito del Lavoro nell'ultimo esecutivo, combinata con la possibilità di una coalizione tra l'Appello Cristiano Democratico e il Partito Popolare per la Libertà e la Democrazia, portò al fallimento dei colloqui dopo un periodo di sette mesi. Alla fine Van Agt negoziò un accordo con Hans Wiegel, leader del Partito Popolare per la Libertà e la Democrazia. Dal 19 dicembre 1977 all'11 settembre 1981 Van Agt fu primo ministro dei Paesi Bassi e ministro degli affari generali nel governo van Agt I.

#### Governo Van Agt II (1981-1982)

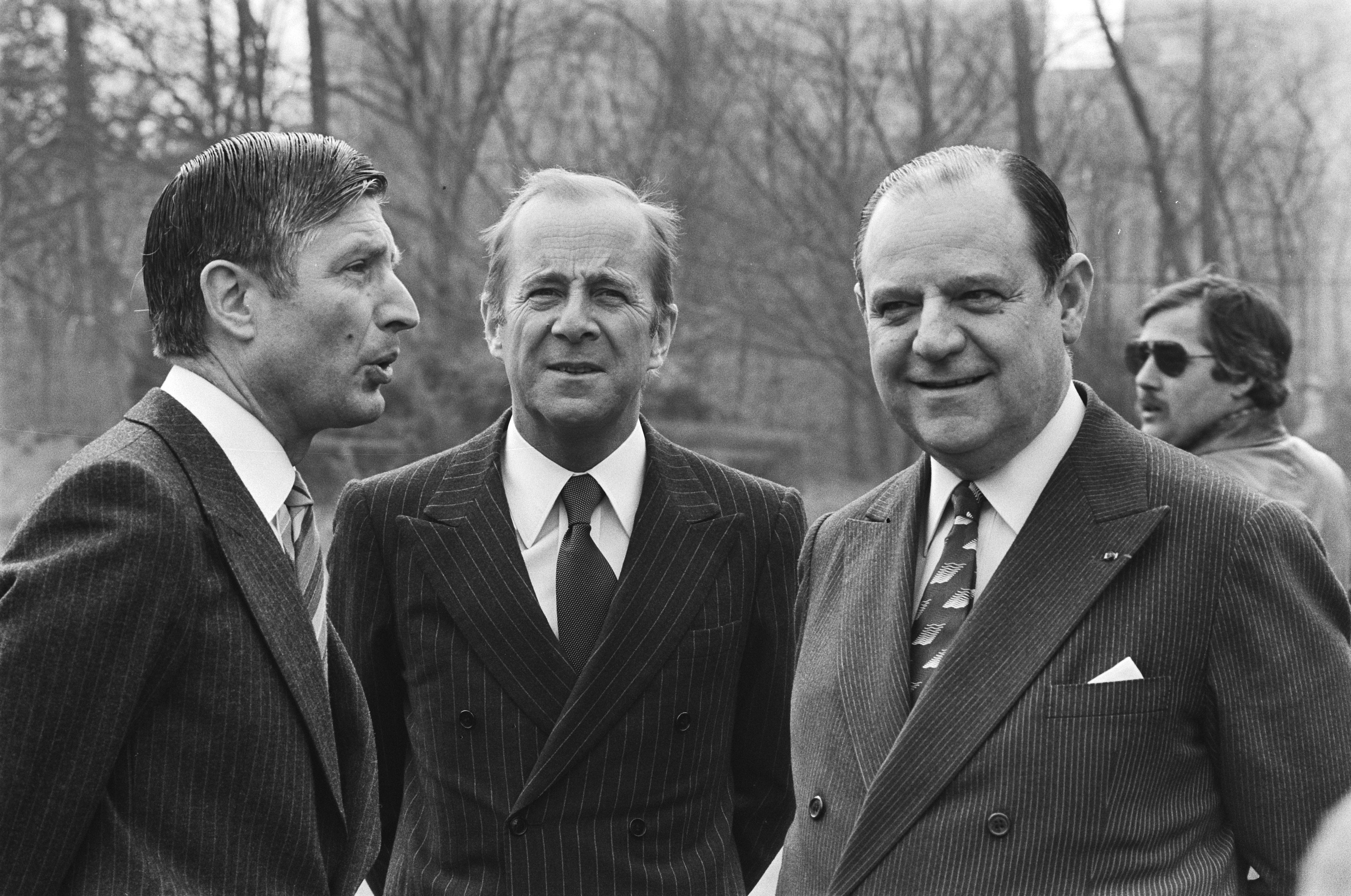
Dries van Agt con il primo ministro francese Raymond Barre e il ministro degli affari esteri francese Jean François-Poncet nel 1980.

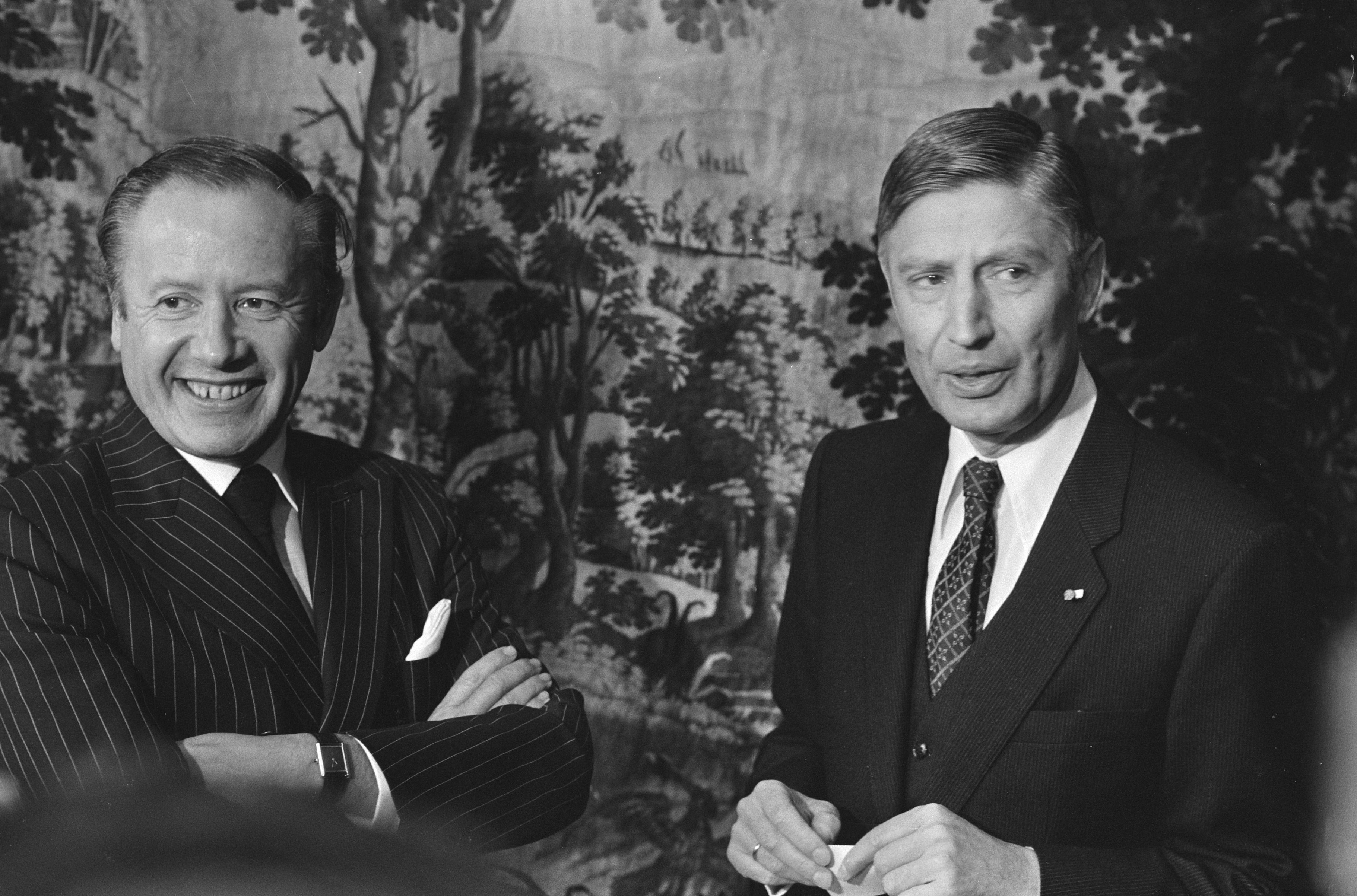
Dries van Agt e il primo ministro del Lussemburgo e successivamente presidente della Commissione europea Gaston Thorn nel 1980.

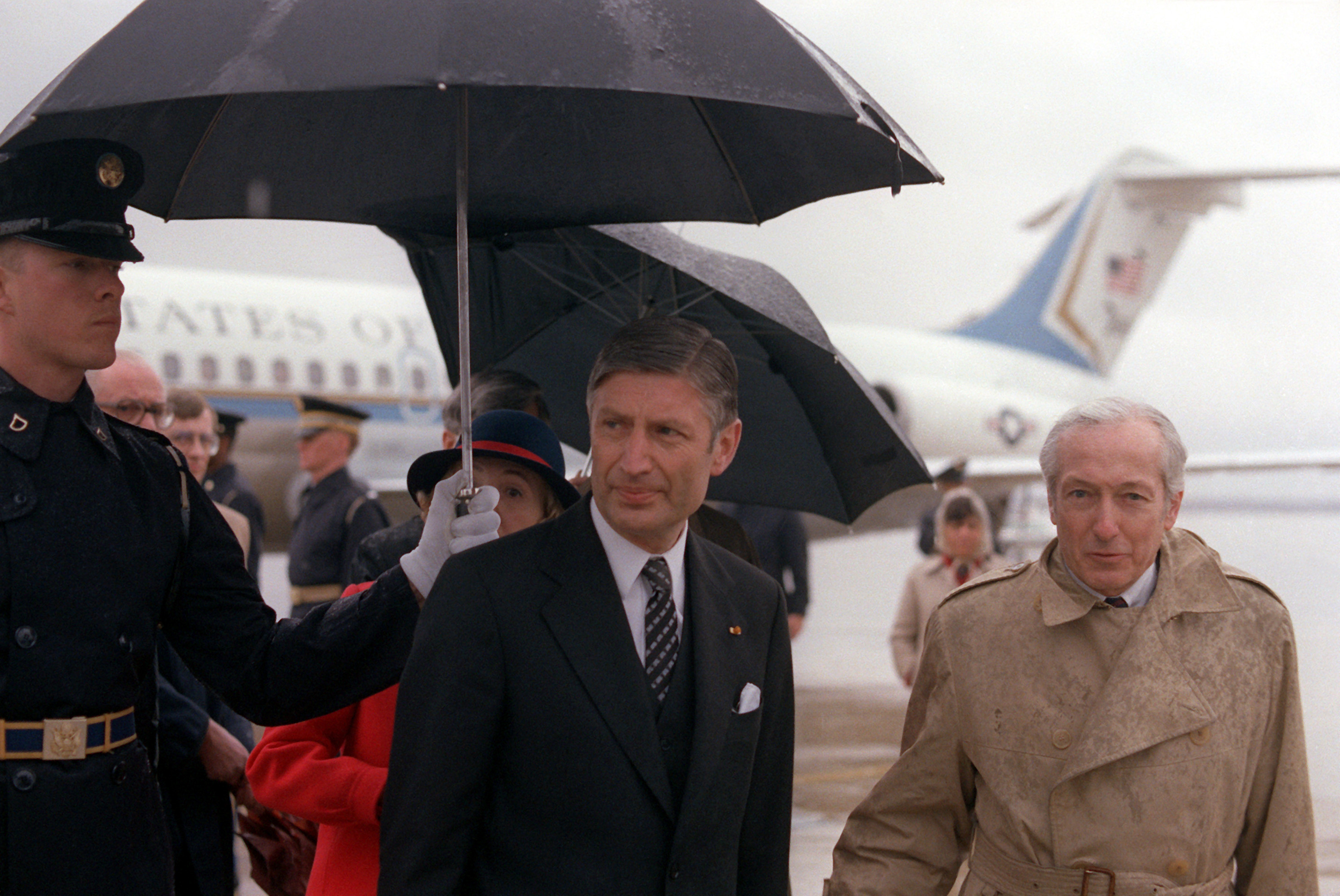
Dries van Agt all'Andrews Air Force Base nel Maryland nel 1981.

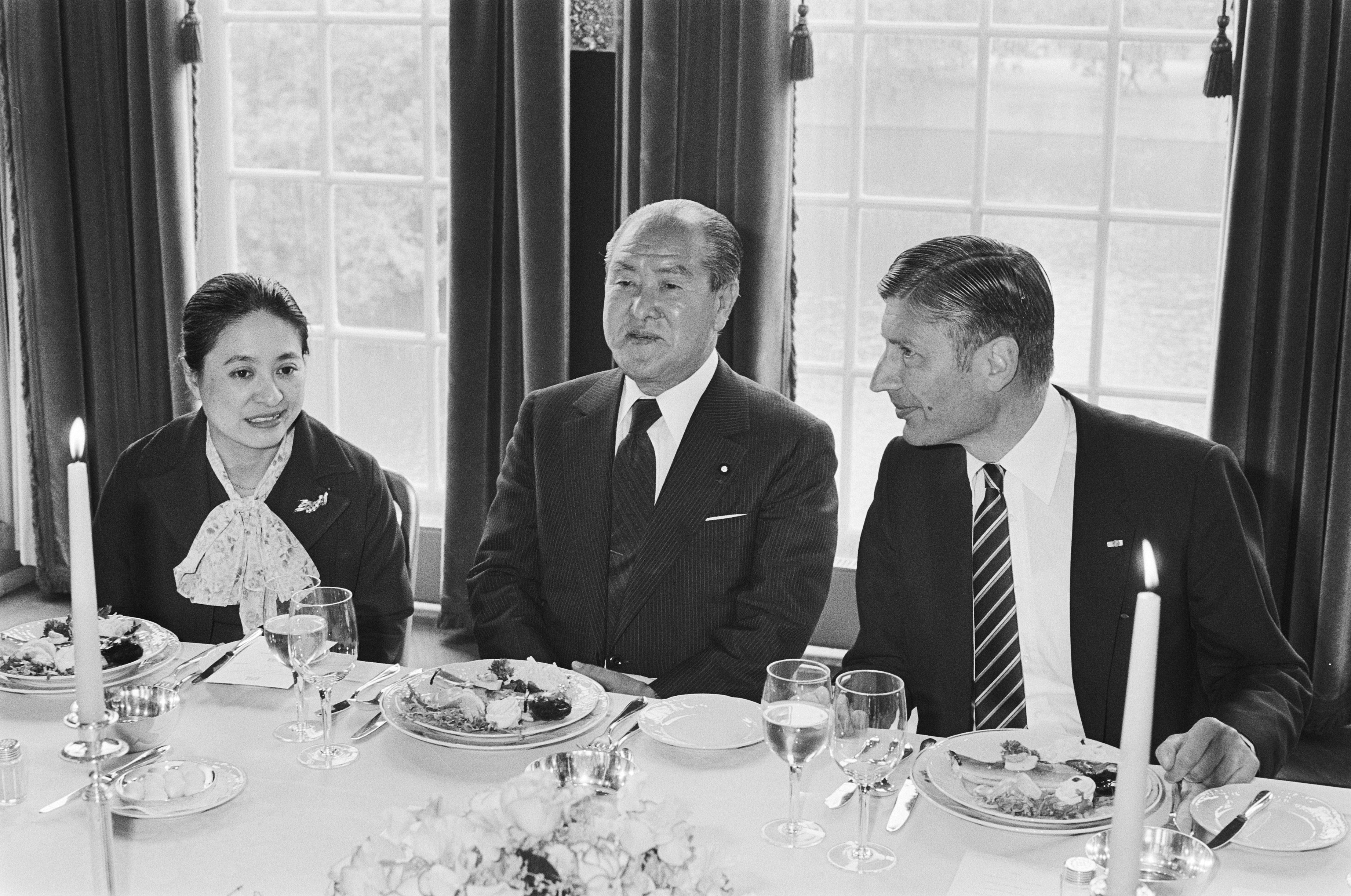
Dries van Agt e il primo ministro del Giappone Zenkō Suzuki nel 1981.

Nel 1981, l'Appello Cristiano Democratico, il Partito Popolare per la Libertà e la Democrazia e il Partito del Lavoro persero i seggi parlamentari, quindi non fu possibile proseguire la collaborazione dell'Appello Cristiano Democratico con il Partito Popolare per la Libertà e la Democrazia. Van Agt, leader dell'Appello Cristiano Democratico, fu costretto ad entrare in coalizione con il Partito del Lavoro. Anche i Democratici 66 (che, sotto Jan Terlouw guadagnarono un notevole numero di seggi) parteciparono ai colloqui di coalizione, dopo tre mesi di difficili negoziati che portarono al governo van Agt II (11 settembre 1981 - 29 maggio 1982).
In tale composizione Van Agt lavorò nuovamente con Joop den Uyl mentre Den Uyl venne nominato vice primo ministro e "super ministro" degli affari sociali e dell'occupazione. Le differenze caratteriologiche e politiche portarono a diverse divisioni e nel maggio 1982 il governo cadde. Il conflitto personale tra Van Agt e Den Uyl risultò così tanto deteriorato che quando Den Uyl morì a causa di un tumore al cervello nel 1987, Van Agt non fu invitato al memoriale della famiglia. La moglie di Den Uyl Liesbeth sostenne che Van Agt avesse impedito alla seconda coalizione di Den Uyl di formarsi nel 1977.

#### Governo Van Agt III (1982)
Nel 1982 il governo van Agt III da "governo custode" passò ad essere un governo di minoranza, con solo ministri provenienti dall'Appello Cristiano Democratico e dai Democratici 66. Per la sostituzione dei sei ministri del Partito del Lavoro, furono istituiti cinque nuovi ministri dell'Appello Cristiano Democratico e dei Democratici 66, mentre van Agt al governo, oltre che primo ministro divenne anche ministro degli affari esteri.
Le nuove elezioni parlamentari furono organizzate per il settembre 1982. Nonostante fosse esaurito, Van Agt fu persuaso nuovamente ad essere il leader dell'Appello Cristiano Democratico, ma poco dopo l'elezione si ritirò come candidato a primo ministro e fu succeduto da Ruud Lubbers.

## Dopo la politica

### Diplomatico
Dries van Agt fu ambasciatore della Comunità europea in Giappone dal 1987 al 1990 e negli Stati Uniti dal 1990 al 1995. Dal 1995 al 1996 fu professore di relazioni internazionali presso l'Università di Kyoto.

### Professore
Van agt fu primo consigliere del Forum internazionale per la giustizia e la pace, una fondazione legata al diritto olandese, registrata presso la Camera di Commercio di Amsterdam. Presieduta dall'uomo d'affari internazionale Ben Smoes, attualmente i suoi obbiettivi sono concentrati sulla giustizia e la pace in relazione al conflitto israelo-palestinese.

### Attivista
Van Agt tenne lezioni a maggio 2006 a Il Cairo su invito della rivista elettronica egiziana Arab-West Report sui grandi cambiamenti nel clima culturale dell'Europa nordoccidentale negli ultimi decenni, divenuti più ostili alla religione, incluso l'Islam. Sostenne che i musulmani dovessero capire tali cambiamenti per poter meglio rispondere alle critiche europee sull'Islam e sul mondo musulmano.

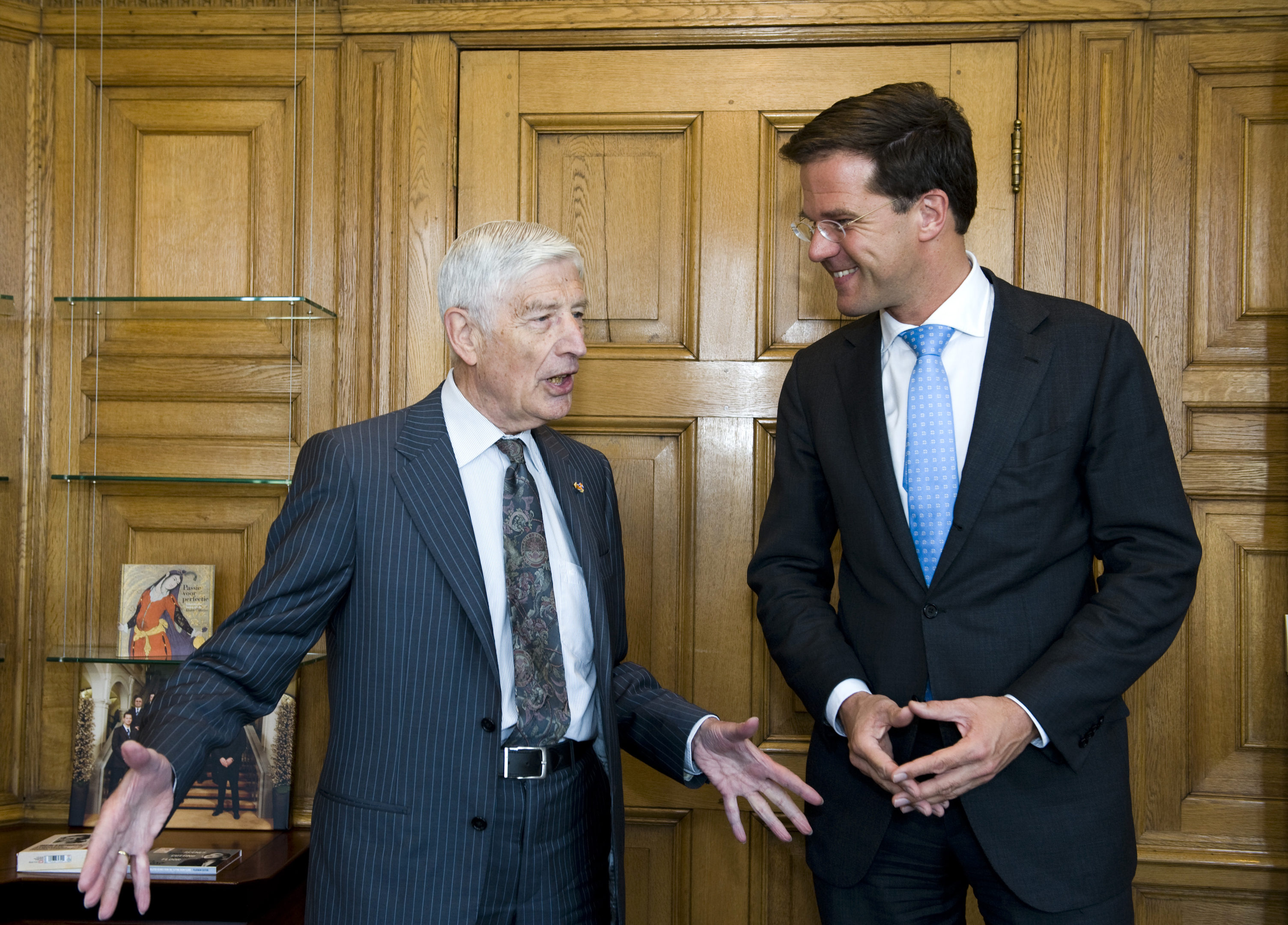
Dries van Agt e il ministro-presidente Mark Rutte nel 2011.

Van Agt parlò anche contro il Consiglio di Stato in Egitto per il ritardo continuo sulla concessione al Centro per l'apprendimento arabo-occidentale (CAWU) dello status di ONG. Incontrò figure prominenti in Egitto per convincerle a farlo. Il Consiglio di Stato dell'Egitto, dopo la visita di van Agt al Cairo nel 2006, stabilì il 18 febbraio 2007 che il Centro avrebbe dovuto essere riconosciuto come una ONG sotto il diritto egiziano, terminando la sua lotta triennale per ottenere questo status. L'Egitto è tuttavia noto per la sua riluttanza nel riconoscere lo status di ONG al fine di scoraggiare la partecipazione politica. Cornelis Hulsman, sociologo olandese, redattore capo del rapporto arabo-occidentale e capo del CAWU, affermò che lo sforzo di van Agt influenzò significativamente la realizzazione dei loro obiettivi, che solitamente avrebbero richiesto una lunga durata e un controllo degli Scopi politici.
Per alcuni anni prese una posizione sociabile per il Medio Oriente, provocando una feroce critica delle politiche svolte dal governo di Israele nei confronti dei palestinesi. Durante gli anni in cui fu in carica, van Agt fu un sostenitore stabile di Israele, ma dopo aver abbandonato la carica di premier nel 1982, cambiò idea. Secondo le sue parole fu un importante punto di svolta una visita alla fine degli anni '90 presso l'Università di Betlemme nella Cisgiordania occupata da Israele. Accusò Israele di "terrorismo di Stato" e di aver trasformato i territori dell'Autorità palestinese in "bantustani". Nel 2012 Van Agt affermò che gli ebrei avrebbero dovuto avere uno stato in Germania anziché in Israele. Nel settembre 2016, riferendosi alla visita del primo ministro di Israele Benjamin Netanyahu nei Paesi Bassi, van Agt sostenne che l'occupazione israeliana dei territori palestinesi e l'insediamento nei territori costituissero un crimine di guerra ai sensi dello Statuto di Roma e suggerì che Netenyahu dovesse essere inquisito dalla Corte penale internazionale.
Gravemente malato da tempo, morì a Nimega il 5 febbraio 2024, tre giorni dopo aver compiuto 93 anni, ricorrendo all'eutanasia. Sua moglie Eugenie morì assieme a lui con la medesima pratica.

## Vita privata
Van Agt fu un noto amante del ciclismo ma divenne celebre per il suo peculiare utilizzo di un linguaggio arcaico e dal fraseggio complicato.
Si sposò con Eugenie Krekelberg nel 1958; la coppia ebbe tre figli e sette nipoti. Nel 2012 entrò a far parte del consiglio consultivo del Museo internazionale per la storia della famiglia.